# Zygophyllum oxycarpum
Zygophyllum oxycarpum là một loài thực vật có hoa trong họ Zygophyllaceae. Loài này được Popov miêu tả khoa học đầu tiên năm 1926.